# Sziámi óriásponty
A sziámi óriásponty (Catlocarpio siamensis) a legnagyobb faj a pontyfélék családjában. Ez a vándorló halfaj eredetileg kizárólag a Mekong, illetve a Chao Phraya folyóban őshonos. Populációja az utóbbi negyven évben erősen megcsappant a túlhalászás és az élőhely szennyezettsége, valamint a szaporodóhelyek zsugorodása, eltűnése miatt. 
A sziámi óriásponty napjainkra kritikusan veszélyeztetett státuszban van.

## Előfordulás és élőhely
A sziámi óriásponty általában a folyók kiöblösödéseiben található, de az év bizonyos szakaszaiban kisebb csatornákba is beúszik, valamint árterekben, elöntött erdőségekben is előfordul. A fiatalabb példányok mocsaras területeken is fellelhetők, és viszonylag könnyen alkalmazkodnak, így tavakban is életben maradnak. Általában párban élnek.
Vándorló faj lévén a folyó más és más szakaszait keresik fel a táplálkozáshoz, illetve a szaporodási időszakban. Ez a lassú mozgású hal algákkal, növényi planktonnal és alkalmanként a parton nővő fák vízbe hulló gyümölcseivel táplálkozik. 
Élő állati táplálékot nem fogyaszt, erről legalábbis nincsen feljegyzés.

## Megjelenés
A hal feje testéhez képest nagy, bajuszszála az általunk jól ismert ponttyal ellentétben nincs.
A sziámi óriásponty az egyik legnagyobbra nővő édesvízi halfaj. Testhossza akár a 2,5 m-t, súlya pedig a 200 kg-ot is elérheti. Manapság ritkán hallani ilyen nagy példányokról, pedig egyes állítások szerint a túlhalászást megelőzően ennél is nagyobb, 3 m-es és 300 kg-os példányok is a halászok hálójába kerültek.
Manapság ritkán fognak igazán nagyméretű egyedeket, Kambodzsában például 1994 óta nem számoltak be 150 kg-nál nehezebb példányról. A hivatalos világrekord ennél is kisebb, csupán 105 kg-os, ezt Thaiföldön fogták 2019-ben. 
Méretben a pontyok családjában talán a himalájai aranyponty, angol nevén golden mahseer veszi fel a versenyt, amely akár 2.5 méteresre is megnő, azonban a sziámi óriáspontyhoz képest ez sokkal áramvonalasabb, vékonyabb testalkatú, így tömege jóval kisebb, maximum 60 kg-ot érhet el.

## Természetvédelmi státusz
Manapság kevés órásponty éli meg a felnőttkort, vagy múlik ki végelgyengülésben a környezetszennyezés, a gátak, a túlhalászás következtében. A populáció hanyatlásának jó fokmérője a kambodzsai fogási feljegyzés, melyet az elmúlt 60 esztendőben regisztráltak.
1964-ben még több mint 200 tonna került a hálókba, 1980-ban már csak 50 darab, a 2000-es évben pedig mindössze 10. Régebben ez a faj meghatározóan fontos volt a Khone-vízesés alatt élők számára, az 1993 és 1999 között folyt kutatások azonban csupán egyetlen kisméretű egyedet regisztráltak. 
A faj következményesen súlyosan veszélyeztetett státuszba került az IUCN Vörös listáján, a Chao Phraya folyóból pedig mára teljesen eltűnt.
2005-ben  - némileg kissé későn - a kambodzsai kormányzat királyi rendeletben nyilvánította a fajt nemzeti fajjá, hogy így mentse meg a kihalástól.
2005-re a Vietnami Nemzeti Tenyésztési Központ munkatársainak szerencsére sikerült a fajt mesterséges körülmények között szaporítani, majd 2012-ben a program más központokban is sikeresen zajlott. 
2010-ben a Vietnámi Nemzeti Tenyésztési Központ programjának részeként mintegy 50 000 fiatal egyedet engedtek szabadon Vietnámban a Tien folyóban, de a felméréseket követően világossá vált, hogy a megváltozott környezet nem megfelelő a faj számára, alig néhány példány maradt életben és érte el az 1 kg-os tömeget.
A Mekong folyóban még akadnak nagyobb példányok, melyek etetése a kínai újévben minden évben kulturális esemény.

## Tenyésztése
Manapság, köszönhetően óriási piaci értékének a faj tenyésztése hatalmas üzletággá nőtte ki magát Vietnámban. Két tenyészközpont évente 1 millió ivadékot értékesít halfeldolgozó üzemek és más tenyésztők részére, ahol mesterséges körülmények között évente akár 7-9 kilogrammot is gyarapszik a halak súlya, mielőtt 2-3 éves korukban feldolgoznák őket.
A faj kapitális mérete okán kedvelt a horgászturizmusban is, így halastavakban is számos helyen található belőlük.

## Fordítás
Ez a szócikk részben vagy egészben  a   Giant barb című angol Wikipédia-szócikk fordításán alapul.  Az eredeti cikk szerkesztőit annak laptörténete sorolja fel. Ez a jelzés csupán a megfogalmazás eredetét és a szerzői jogokat jelzi, nem szolgál a cikkben szereplő információk forrásmegjelöléseként.